# Thomas Pynchon

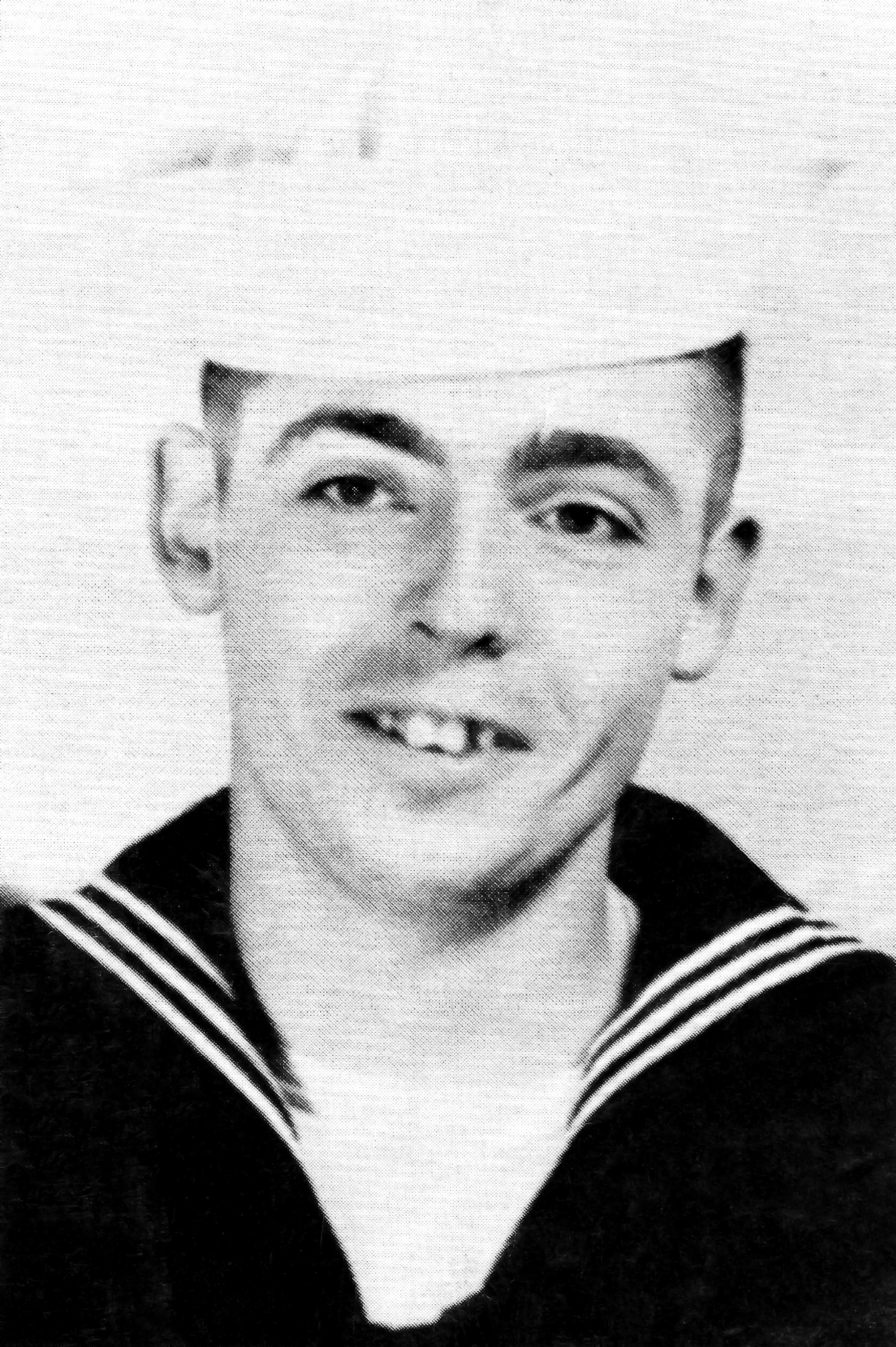
Thomas Pynchon (1955)

Thomas Ruggles Pynchon, Jr. (ˈpɪntʃɒn) (* 8. Mai 1937 in Glen Cove auf Long Island, New York) ist ein amerikanischer Schriftsteller und bedeutender Vertreter der literarischen Postmoderne. Sein bekanntestes Werk ist der 1973 erschienene Roman Die Enden der Parabel (Gravity’s Rainbow).

## Leben
Pynchon entstammt einer alten neuenglischen Familie, deren Name beispielsweise in Nathaniel Hawthornes Roman Das Haus der sieben Giebel (1851) als Pyncheon auftaucht. Wie Hawthorne beschäftigte sich Pynchon in seinem Werk oft mit seinen puritanischen Vorfahren. William Pynchon zählte 1630 zu den Gründern der Kolonie Massachusetts. 1650 veröffentlichte dieser in London das Traktat The Meritorious Price of our Redemption, in dem er die Prädestinationslehre des Calvinismus in Frage stellte. Bei seiner Rückkehr nach Boston wurde William Pynchon daher der Häresie bezichtigt; seine Schrift ist eines der ersten Bücher, die auf amerikanischem Boden verboten und öffentlich verbrannt wurden. Thomas Pynchon verarbeitete dies 1973 in seinem Hauptwerk Die Enden der Parabel.
Pynchon kam 1937 in Glen Cove auf Long Island als Sohn von Thomas Ruggles Pynchon, Sr., und Katherine Frances Pynchon, geb. Bennett zur Welt. Nach Abschluss der Oyster Bay High School im Jahr 1953 studierte er zunächst Physik, später englische Literatur an der Cornell-Universität, wo er Schüler von Vladimir Nabokov war. Während Nabokov selbst sich nicht an seinen prominenten Schüler erinnern konnte, wusste seine Frau von Pynchons markanter Handschrift, die Schreib- und Druckbuchstaben vereint, zu berichten. Während seiner Studienzeit war Pynchon mit Richard Fariña befreundet, zu dessen Roman Been Down so Long it Looks Like up to Me (1966) er 1983 ein Vorwort verfasste.
1955 musste Pynchon sein Studium unterbrechen, um zwei Jahre Wehrpflicht bei der US Navy abzuleisten. Nach seinem Abschluss 1958 lebte er ein Jahr im New Yorker Greenwich Village, wo er an seinem ersten Roman schrieb. Ab 1960 arbeitete er als technischer Redakteur bei Boeing. Nach dem Erscheinen seines Debüt-Romans V. 1963 schottete er sich von der Öffentlichkeit ab und lebte fortan mutmaßlich an der amerikanischen Westküste, so 1969/70 in Manhattan Beach in Los Angeles County, das als „Gordita Beach“ als Schauplatz seines Romans Natürliche Mängel dient. 1988 war er MacArthur Fellow. Spätestens seit den 1990er Jahren wohnt Pynchon mit seiner Frau und Agentin Melanie Jackson sowie dem gemeinsamen Sohn Jackson Pynchon in Manhattan. 1997 spürte ihn dort ein Reporter von CNN auf. Pynchon untersagte die Veröffentlichung der dabei entstandenen Aufnahmen, weil er seine Privatsphäre dadurch verletzt sah, gab dem Sender aber ein kurzes Interview.
Es kursieren nur einige mehr als vierzig Jahre alte Fotos von Pynchon. Diese sind beispielsweise im Film A Journey into the Mind of [P.] (2001), der sein Leben und Werk thematisiert, zu sehen. Das Rätsel um seine Person ist mittlerweile Bestandteil der amerikanischen Populärkultur. So wurde Pynchon schon unterstellt, er wäre identisch mit J. D. Salinger, der sich in den 1960er Jahren zurückzog und nichts mehr veröffentlichte. Pynchon kommentierte es mit „Nicht schlecht, versucht es weiter“. Unter anderem hatte Pynchon Gastauftritte in drei Episoden der Zeichentrickserie Die Simpsons (Fantasien einer durchgeknallten Hausfrau, Die geheime Zutat, Das literarische Duett). Pynchon leiht dabei seiner Zeichentrickfigur, die eine Tüte mit einem Fragezeichen über ihren Kopf gestülpt hat, seine Stimme. Laut Friedrich Kittler ist Michael Naumann der einzige Deutsche, der Pynchon persönlich kennt.

## Werk
Nach seiner rund 40 Jahre währenden Arbeit als Schriftsteller umfasst Pynchons Werk bislang acht Romane und einige Kurzgeschichten. Allgemein wird seinen Werken stilistische Virtuosität und enzyklopädische Informationsfülle bescheinigt. Statt konventionell zu erzählen, knüpfe Pynchon ein dichtes Netz aus Bezügen zwischen Figuren und Handlungen. Ein häufiges Motiv in Pynchons Literatur sei die Suche, wobei unklar bleibt, ob das Gesuchte überhaupt existiert oder nur Einbildung ist. Wiederkehrende Themen sind Todessehnsucht, Paranoia und Entropie. Pynchon wechselt in seinen Büchern häufig die literarische Gattung und setzt Comics und Zeichentrickfilme, Naturwissenschaften und Technik sowie Religion, Psychologie, Philosophie und Kulturgeschichte miteinander in Bezug. Diese Merkmale seines Schreibens weisen ihn als Autor der literarischen Postmoderne aus, aufgrund seiner Komplexität wurde sein Werk bisweilen mit dem von James Joyce verglichen. Insbesondere mit V. und Die Enden der Parabel gilt Pynchon als ein wichtiger Vertreter der postmodernen Slipstream-Literatur.

### V.
Als V. 1963 erschien, brachte der Roman Thomas Pynchon, der bis dahin durch eine Reihe von Kurzgeschichten auf sich aufmerksam gemacht hatte, auf Anhieb den Ruf eines bedeutenden Gegenwartsautors ein. Er erhielt dafür im selben Jahr den William Faulkner Foundation First Novel Award für den besten Erstlingsroman des Jahres.
Das Buch handelt von den zwei gegensätzlichen Figuren Benny Profane und Herbert Stencil. Profane, ein bekennender Schlemihl und moderner Picaro, lässt sich durch das New York der 1950er Jahre treiben und stößt dabei auf Herbert Stencil, der von der Suche nach V. besessen ist. V. ist eine Frau, die nur mit diesem Initial in den Tagebüchern von Stencils Vater auftaucht und von der er glaubt, dass sie seine Mutter sein könnte. Stencil verfolgt auf seiner Suche nach V. immer abwegigere Hinweise, in denen aber immer der Buchstabe V auftaucht. Die Metamorphosen der Frau mit dem Initial V. werden historisch nachgezeichnet. Sie spielen an mehreren Plätzen der Erde, vom Ägypten des Jahres 1898 über Florenz ein Jahr später, Paris im Jahr 1913, Deutsch-Südwestafrika 1922 und Malta im Zweiten Weltkrieg – und meistens steht eine Frau im Mittelpunkt, deren Vorname mit V beginnt. Der Roman legt aber auch nahe, dass V. eine Ratte (Veronica) sein könnte, die ein Priester im Kanalsystem New Yorks bekehren will, oder Vheissu, ein geheimnisvolles Land, das vielleicht ein Komplott gegen die Welt plant, oder ein „Böser Priester“, den eine Kinderhorde in einem Keller in La Valletta grausam traktiert.

### Die Versteigerung von No. 49
1966 erschien Pynchons zweiter Roman The Crying of Lot 49, der mit Vineland und Natürliche Mängel zu seinen zugänglicheren Werken gehört. Es erhielt den Richard and Hilda Rosenthal Foundation Award.

Das Symbol von W.A.S.T.E., ein gedämpftes Posthorn

Im Umfang eher schmal, schildert das Buch die Geschichte von Oedipa Maas, die von ihrem ehemaligen Liebhaber Pierce Inverarity als Testamentsvollstreckerin eingesetzt worden ist. In dieser Funktion gerät Oedipa Maas auf die Suche nach einer mysteriösen Geheimorganisation, des Tristero, die das alternative Kommunikationsnetz W.A.S.T.E. (We Await Silent Tristero's Empire) betreibt. Tristero ging offenbar bereits vor Jahrhunderten aus einem Kampf gegen das Postmonopol von Thurn und Taxis hervor und schuf auch in Amerika ein Netzwerk, das das Monopol der U.S. Post unterwandern konnte.
So entdeckt Oedipa Maas auf einem Streifzug durch San Francisco „Briefkästen“ und Annoncen, auf denen ein gedämpftes Posthorn prangt – das mutmaßliche Symbol des W.A.S.T.E.
Mit jedem Hinweis, den Oedipa findet, wird aber auch wahrscheinlicher, dass Inverarity falsche Fährten gelegt hat, um Oedipa in den Wahnsinn zu treiben. Die Frage, ob Tristero tatsächlich existiert, bleibt für Oedipa Maas wie für den Leser unbeantwortet. In der Erwartung, dass Bieter von Tristero bei der Versteigerung von Pierces Briefmarkensammlung (mit der Auktionsnummer 49) auftauchen werden, betritt sie den Auktionssaal, und der Roman endet abrupt.
Pynchons Thema ist der Zwang, Zusammenhänge herzustellen, und die damit verbundene Gefahr der Paranoia. Kritiker sehen in dieser komplex konstruierten literarischen Verschwörungstheorie einen erkenntnistheoretischen Kommentar des Autors.

### Die Enden der Parabel
Der Roman Die Enden der Parabel (englisch: Gravity’s Rainbow; ins Deutsche übersetzt von Elfriede Jelinek und Thomas Piltz) erschien 1973 und gilt weithin als Pynchons Hauptwerk. Das Buch wurde 1974 mit dem National Book Award ausgezeichnet und sollte nach einstimmigem Beschluss der Jury im selben Jahr den Pulitzer-Preis für den besten Roman erhalten. Das Vergabekomitee widersetzte sich jedoch dieser Entscheidung mit der Begründung, das Buch sei obszön und unlesbar. 1975 lehnte Pynchon es ab, für den Roman die William-Dean-Howells-Medaille der American Academy of Arts and Letters entgegenzunehmen.
Aufgrund der zahlreichen, ineinander verschlungenen Handlungsstränge sowie der Vor- und Rückblenden entzieht sich der Roman einer Inhaltsangabe. Auch ist selten gewiss, welche Episoden sich tatsächlich ereignen, welche geträumt oder halluziniert werden. Es gibt rund 400 Figuren, von denen einige erst nach einigen Hundert Seiten unvermittelt wieder auftauchen.
Die im Roman geschilderten Ereignisse spielen sich größtenteils in den Kriegsjahren 1944 und 1945 ab. Im Mittelpunkt stehen die in Deutschland als sogenannte Vergeltungswaffe entwickelte ballistische Rakete V2 und die Gegenoperationen der Alliierten. Die Handlung setzt im London zur Zeit der Raketenangriffe ein. Einer der Handlungsstränge handelt von Tyrone Slothrop, der mit Erektionen auf sich nähernde V2 reagiert. Im weiteren Verlauf stellt sich heraus, dass Slothrop als Kind von dem Wissenschaftler Laszlo Jamf auf einen neuen Kunststoff der I.G. Farben, Imipolex G, konditioniert worden ist, der später dann auch im Schwarzgerät, der Rakete mit der Seriennummer 00000, verarbeitet wurde. Es zeigt sich, dass selbst Slothtrops vermeintlich intimste Geheimnisse und sexuelle Regungen Ergebnisse der Konditionierung und Einflussnahme anderer sind. Ein großer Teil des Buches behandelt Slothrops Reise durch das besiegte Deutschland (im Buch Die Zone genannt), wo er sich auf die Suche nach seiner Identität und dem S-Gerät begibt und dabei vor zahlreichen Agenten, die hinter ihm und dem Schwarzgerät herjagen, fliehen muss.
Der Roman endet mit dem Abschuss der beiden letzten V2-Raketen: Eine obskure Gesellschaft aus Hereros und Abenteurern schießt im Nachkriegsdeutschland eine Rakete ab, die sie aus Bauteilen aus der ganzen „Zone“ zusammengebaut und modifiziert hat; Nazi-Offizier Blicero opfert in der Rakete 00000 einen masochistischen Lustknaben, der früher selbst für eine Abschussbasis verantwortlich war. Die Rakete als phallisches Objekt, ihre Startausrichtung als Erektion, der Tod als Orgasmus des Militärs, verweisen auf die Möglichkeit, dass der Roman insofern aufklärerisch gelesen werden kann, als er die Grundlagen der Militärs und Geheimdienste auf sexuelle Perversion und Dominanzstreben zurückführt. Der Roman wurde vielfach als provokant eingestuft, weil darin nicht nur die perverse Lust der Täter dargestellt wird, sondern auch die Willfährigkeit ihrer Opfer.

### Spätzünder
Spätzünder (engl. Slow Learner, 1984) stellt eine Sammlung früher Kurzgeschichten Pynchons dar, die zuvor nur in Magazinen erschienen waren:
- Der kleine Regen (The Small Rain)
- Tiefland (Low-lands)
- Entropie (Entropy)
- Unter dem Siegel (Under the Rose)
- Die heimliche Integration (The Secret Integration)

Darüber hinaus enthält der Band ein Vorwort, in dem Pynchon die Erzählungen kommentiert. Dieses Vorwort sowie die 1983 veröffentlichte persönliche Einführung zu Richard Fariñas einzigem Roman Been Down so Long it Looks Like up to Me ist bis heute sein einziger autobiografischer Text.

### Vineland
Pynchons vierter Roman erschien 1990 und gilt als sein zugänglichstes Werk, da es vergleichsweise konventionell verfasst wurde. Sein Titel spielt auf den hoffnungsvollen Namen Vinland an, den die wikingischen Entdecker Amerika gaben. Der Roman Vineland ist somit eine Jeremiade, die das Versprechen eines paradiesischen Amerika der sozialen Realität der 1980er Jahre gegenüberstellt. Pynchon zeichnet das trostlose Bild einer Gesellschaft, die von Reaganomics, dem Fernsehen und Shopping-Malls geprägt ist.
Vineland kann in bestimmter Hinsicht dem Genre Gesellschaftsroman zugeordnet werden, da er drei Generationen und 40 Jahre kalifornischer Geschichte umspannt und die gesellschaftskritischen Momente hier einen weitaus umfassenderen Raum einnehmen als in früheren Romanen Pynchons. Als Taugenichts-Figur lebt Zoyd Wheeler mit seiner 14-jährigen Tochter Prairie in der Gegend nördlich von San Francisco, umgeben von Althippies und anderen Gestalten, die sich gesellschaftlichen Konventionen verweigern. Die Rückkehr der untergetauchten Mutter Prairies, der vom FBI gesuchten Frenesi Gates, macht die beiden selbst zu Gehetzten. In Rückblenden wird von Frenesis Verwicklungen mit der radikalen Studentenbewegung der 1960er Jahre und auch von der Unterdrückung der amerikanischen Arbeiterbewegung während der 1930er Jahre berichtet.
In Vineland lebt die Welt der Hippies aus den „sixties“ in der Nostalgie ihrer Kinder weiter. Die Handlung bewegt sich auf unterschiedlichen Realitätsebenen, die für die an dem Geschehen beteiligten Figuren, aber gelegentlich auch für den Leser, ineinander verschwimmen. Die Erzählebene der normalen Wirklichkeit, die im Stil des gesellschaftskritischen Realismus dargestellt wird, wird zunehmend durch die Ebene einer illusionistischen Medienwirklichkeit vereinnahmt. Dabei wird die Geschichte der Blumenkinder in Kalifornien für deren Kinder schließlich zu einem Film, der als Medium die Realität allein bestimmt; mit „The Tube“ entsteht so in dem Roman die dritte Ebene einer Wirklichkeit, in der die Toten weiterleben.
In dem imaginären „Vineland“ im Norden Kaliforniens haben sich neben den früheren Hippies auch die „Thanatoids“ niedergelassen. Ihr Name, der auf den Todesgott Thanatos in der griechischen Mythologie verweist, deutet an, was sich am Ende des Romans bestätigt: Es handelt sich um Tote. Offen bleibt allerdings, ob es real Verstorbene sind oder ob sie nur wie Tote leben, da sie im Leben selber keinen Sinn mehr finden können. Die Unterschiede werden in dem Film über die Geschichte der Blumenkinder, der in dem Roman zu einer eigenen Art von Wirklichkeit wird, verwischt: Man lebt in „The Tube“ „mit den Toten als Tote im Leben“.

### Mason & Dixon
Mason & Dixon, 1997 erschienen, ist an der Sprache des 18. Jahrhunderts orientiert und erzählt die Geschichte der Zusammenarbeit von Charles Mason und Jeremiah Dixon, die von 1763 bis 1769 gemeinsam die Mason-Dixon-Linie vermaßen, die traditionell die Grenze zwischen den amerikanischen Nord- und Südstaaten darstellt. Mason und Dixon verfolgen diese Linie immer weiter nach Westen, und die Landschaft erscheint dabei zunehmend unwirklicher.
Pynchon thematisiert zudem verschiedene, wissenschaftlich nicht anerkannte Lehren, wie etwa die Hohlwelttheorie oder auch Feng Shui und entspinnt dabei eine Verschwörungstheorie, in der Jesuiten und Chinesen eine wichtige Rolle spielen. Als Figuren treten unter anderem Benjamin Franklin, George Washington, ein sprechender Hund und Vaucansons 'mechanische Ente' auf.

### Gegen den Tag

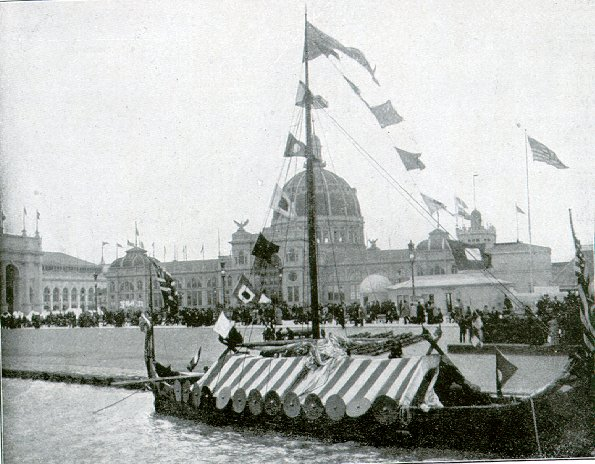
Blick auf die World Columbian Exposition 1893

Gegen den Tag (engl. Against the Day, veröffentlicht am 21. November 2006) ist Pynchons sechster Roman. Die deutsche Übersetzung von Dirk van Gunsteren und Nikolaus Stingl wurde am 1. Mai 2008 veröffentlicht.
Der Roman ist ein Panorama der Geschichte zwischen der Weltausstellung in Chicago 1893 und der Zeit nach dem Ersten Weltkrieg, wobei die Handlung in einer leicht kontrafaktischen Vergangenheit spielt. Die Schauplätze wechseln dabei zwischen Nordamerika, Europa, Zentralasien und den Polargebieten, wobei die Lebenswege einer Vielzahl von Figuren nachgezeichnet werden, ohne dass es dabei eine Hauptfigur gäbe. Historische Gestalten wie Nikola Tesla, Erzherzog Franz Ferdinand oder Groucho Marx treten kurz auf; viele historisch bedeutende Ereignisse wie der Einsturz des Markusturms und das Tunguska-Ereignis werden mit fiktiven Begebenheiten vermischt. Thematisch hängen die geschilderten Erzählstränge dadurch zusammen, dass sie Erschütterungen der Moderne darstellen, mit dem Ersten Weltkrieg als katastrophalem Kulminationspunkt.
Der Titel ist ein Zitat aus dem 2. Brief des Petrus. In der King-James-Bibel wird der Vers so übersetzt:
But the heavens and the earth, which are now, by the same word are kept in store, reserved unto fire against the day of judgment and perdition of ungodly men.
Die deutsche Einheitsübersetzung gibt ihn folgendermaßen wieder:
Der jetzige Himmel aber und die jetzige Erde sind durch dasselbe Wort für das Feuer aufgespart worden. Sie werden bewahrt bis zum Tag des Gerichts, an dem die Gottlosen zugrunde gehen.
Außerdem ist Against the Day eine wörtliche Übersetzung des französischen Begriffs contre-jour (dt. Gegenlicht), der als Fremdwort auch im Englischen gebräuchlich ist.
Stilistisch verwendet Pynchon Pastiches mehrerer Genres der Trivialliteratur um 1900, etwa des Wildwestromans, des Spionagethrillers und der Abenteuergeschichte für Jungen. Fantastische Elemente wie Zeitreisen stehen dabei neben historisch verbürgten technischen Erfindungen. Neben der Wissenschaftsgeschichte thematisiert der Roman die Kulturgeschichte, die Sozialgeschichte und die Geschichte der Mathematik in jener Epoche.

### Natürliche Mängel
Pynchons siebter Roman Natürliche Mängel (engl. Inherent Vice, veröffentlicht im August 2009) ist ein Kriminalroman, der Ende der 1960er Jahre in Los Angeles spielt. Hauptfigur ist der Privatdetektiv Doc Sportello, ein Hippie, der durch einen Auftrag seiner ehemaligen Freundin in einen Fall um die mögliche Entführung eines Immobilienspekulanten und den Mord an einem seiner Leibwächter verwickelt wird.
Natürliche Mängel gehört zu Pynchons weniger umfangreichen Romanen. Die Rezensionen waren überwiegend positiv und beschrieben ihn als eines von Pynchons zugänglichen Werken.
Die deutsche Übersetzung von Nikolaus Stingl erschien am 17. September 2010.
Am 4. Oktober 2014 hatte beim New York Film Festival die Verfilmung Inherent Vice – Natürliche Mängel von Paul Thomas Anderson Premiere.

### Bleeding Edge
Pynchons achter Roman Bleeding Edge erschien 2013: Die New Yorker Privatdetektivin Maxine Tarnow stößt bei Nachforschungen über die Computerfirma hashslingrz und deren CEO Gabriel Ice auf finanzielle Ungereimtheiten. Sie erforscht das Deep Web und verfolgt Fährten, z. B. einen Film, auf dem eine Stinger-Rakete in der Nähe der Twin Towers positioniert wird, sowie einen unterirdischen Korridor, der zu einem Militärstützpunkt in der Nähe von Montauk führt. Sie begegnet ihrem Ex-Liebhaber, dem CIA-Mann Nicholas Windust, der beim Mord am hwgaahwgh.com-Programmierer Lester Traipse die Finger im Spiel hatte und später selbst ums Leben kommt. Sie lässt sich von den russischen Hackern Misha und Grisha helfen und lernt Conkling Speedwell, den Erfinder der Geruchskanone, kennen. Nebenbei holt Maxine, die jüdischen Glaubens ist, ihre Kinder von der Otto-Kugelblitz-Schule ab und hadert mit ihrem Ex-Mann Horst. Schließlich finden die Terroranschläge vom 11. September 2001 statt, aber alle vorher etablierten Motive führen ins Leere. Pynchon erzählt in Bleeding Edge einen Thriller und gleichzeitig eine New Yorker Komödie, mit den für ihn typischen Gags und Wortspielen. Ins Deutsche übersetzt wurde der Roman von Dirk van Gunsteren.

### Shadow Ticket
Shadow Ticket (engl. Shadow Ticket, Veröffentlichung geplant im Oktober 2025) spielt in den 1930er Jahren in Milwaukee und in Europa.
Die deutsche Übersetzung von Nikolaus Stingl wird am 14. Oktober 2025 erscheinen.

### Essays, Verschiedenes
1959 erschien die Kurzgeschichte Mercy and Mortality in Vienna in der Zeitschrift Epoch; sie wurde 1983 auf Deutsch unter dem Titel Sterblichkeit und Erbarmen in Wien veröffentlicht.; Neuausgabe: aus dem amerikanischen Englisch von Jürg Laederach; mit einem Nachwort von Clemens Setz, Jung und Jung, Salzburg 2022, ISBN 978-3-99027-267-1
Pynchon schrieb zudem gelegentlich Essays:
- A Journey into the Mind of Watts (1966) behandelt Rassenunruhen in Watts, einem Vorort von Los Angeles.[18]
- Is it O.K. to be a Luddite? (1984) befasst sich mit der Geschichte des Luddismus.[19]
- Nearer, My Couch, to Thee (1993) erschien in einer Reihe der New York Times Book Review, in der prominente Autoren über die sieben Todsünden schrieben. Pynchon beschrieb die Faulheit.[20]

Pynchon verfasste außerdem Einführungen zu Richard Fariñas Roman Been Down so Long it Looks Like up to Me, zu den Werken Donald Barthelmes, zu Jim Dodges Roman Stone Junction, und 2003 das Vorwort zu einer Neuauflage von George Orwells 1984.

### Apokryphen
Pynchon wird – wie auch William Gaddis, für den er lange gehalten wurde – der Urheberschaft der Wanda-Tinasky-Briefe (1983–88) verdächtigt, ließ dies aber über seine Literaturagentin und Ehefrau Melanie Jackson dementieren.

## Bibliografie

### Romane
- V. (1963)
  - Deutsch: V. Deutsch von Dietrich Stössel. Rauch, Düsseldorf 1968. Neuauflage: Deutsch von Dietrich Stössel und Wulf Teichmann. Rowohlt, Reinbek bei Hamburg 1976, 1988 und weitere, ISBN 3-499-13730-5, Nachwort Elfriede Jelinek
- The Crying of Lot 49 (1966)
  - Deutsch: Die Versteigerung von No. 49. Deutsch von Wulf Teichmann. Rowohlt, Reinbek bei Hamburg 1973, 1988. ISBN 3-499-15717-9.
- Gravity’s Rainbow (1973)
  - Deutsch: Die Enden der Parabel. Deutsch von Elfriede Jelinek und Thomas Piltz. Rowohlt, Reinbek bei Hamburg 1981. ISBN 3-499-25112-4.
- Vineland (1990)
  - Deutsch: Vineland. Deutsch von Dirk van Gunsteren. Rowohlt, Reinbek bei Hamburg 1993. ISBN 3-498-05276-4.
- Mason & Dixon (1997)
  - Deutsch: Mason & Dixon. Deutsch von Nikolaus Stingl. Rowohlt, Reinbek bei Hamburg 1999. ISBN 3-498-05292-6.
- Against the Day (2006)
  - Deutsch: Gegen den Tag. Deutsch von Nikolaus Stingl und Dirk van Gunsteren. Rowohlt, Reinbek bei Hamburg 2008. ISBN 3-498-05306-X.
- Inherent Vice (2009)
  - Deutsch: Natürliche Mängel. Deutsch von Nikolaus Stingl. Rowohlt, Reinbek bei Hamburg 2010. ISBN 3-498-05310-8.
- Bleeding Edge (2013)
  - Deutsch: Bleeding Edge. Deutsch von Dirk van Gunsteren. Rowohlt, Reinbek bei Hamburg 2014. ISBN 978-3-498-05315-4, Vorschlagsliste des US-amerikanischen National Book Award 2013.[22]
- Shadow Ticket (2025)
  - Deutsch: Shadow Ticket. Deutsch von Dirk van Gunsteren und Nikolaus Stingl. Rowohlt, Reinbek bei Hamburg 2025.

### Kurzgeschichten
- The Small Rain (1959)
- Mortality and Mercy in Vienna (1959)
  - Deutsch: Sterblichkeit und Erbarmen in Wien. Deutsch von Jürg Laederach. Nachwort von Clemens J. Setz. Jung und Jung, Salzburg 2022, ISBN 978-3-99027-267-1.
- Low-lands (1960)
- Entropy (1960)
- Under the Rose (1961)
- The Secret Integration (1964)
- The World (This One), the Flesh (Mrs. Oedipa Maas), and the Testament of Pierce Inverarity (1965)
- The Shrink Flips (1966)

### Sammlungen
- Slow Learner: Early Stories (1984)
  - Deutsch: Spätzünder. Frühe Erzählungen. Deutsch von Thomas Piltz und Jürg Laederach. Rowohlt, Reinbek bei Hamburg 1985, 1994. ISBN 3-499-13481-0.